# Dichelus andreaei
Dichelus andreaei är en skalbaggsart som beskrevs av Kulzer 1960. Dichelus andreaei ingår i släktet Dichelus och familjen Melolonthidae. Inga underarter finns listade i Catalogue of Life.